# Generationen Stiftung
Generationen Stiftung gGmbH ist eine gemeinnützige Stiftung bürgerlichen Rechts mit Sitz in Berlin. Sie wurde 2017 von der Unternehmerin Claudia Langer gegründet und versteht sich selbst als „Lobby der kommenden Generationen“.

## Organisation
Vorstandsvorsitzende der Stiftung ist Claudia Langer, die auch als Sprecherin fungiert. Zur Stiftung gehört ein sogenannter Jugendrat mit 14 Mitgliedern im Alter von 18 bis 25 Jahren, der von einem Kuratorium beratend unterstützt wird, das u. a. mit Maja Göpel, Hans Joachim Schellnhuber und Harald Lesch besetzt ist.

## Kampagnen
2017 initiierte die Stiftung das „Generationenmanifest“, das Mitglieder verschiedener Generationen gemeinsam mit einem Expertenrat erarbeiteten. Das Manifest enthält zehn politische Forderungen für eine künftige Bundesregierung. Nach Veröffentlichung im September wurde es von 45 Personen aus Wirtschaft, Politik und Kultur kurz vor der Bundestagswahl 2017 am 24. September unterzeichnet. Bis Januar 2021 haben über 231.000 Menschen das Manifest unterschrieben. Der Appell fußt auf einer Online-Petition von 2013, die über 105.000 Menschen unterschrieben hatten.
2018 startete der Jugendrat die Kampagne: „Wir kündigen den Generationenvertrag und machen einen neuen“. In Briefen an Politiker und durch Protestaktionen in verschiedenen Städten forderten die Initiatoren ihre im Generationenmanifest geäußerten Thesen umzusetzen und zusätzlich Wahlen für alle durchzusetzen sowie eine Plastiksteuer einzuführen.
Im Jahr 2019 organisierte der Jugendrat in mehreren Städten wie Stuttgart und Berlin Protestaktionen gegen Geländewagen und Limousinen. Die Kampagne sollte auf den verhältnismäßig großen ökologischen Fußabdrucks von SUVs aufmerksam machen und für eine Mobilitätswende werben. Die Straßenblockaden wurden von Organisationen wie beispielsweise dem Allgemeinen Deutschen Fahrrad Club unterstützt.
Mit einer Protestaktion vor dem Bundeskanzleramt am 28. Mai 2020 startete der Jugendrat die Kampagne: „Generationen Rettungsschirm – Klima, Gerechtigkeit, Demokratie.“ Damit protestieren die Organisatoren gegen die Vergabe von Milliardenhilfe aufgrund der Coronakrise, ohne diese an ökologische oder soziale Bedingungen zu knüpfen. Die Mitglieder des Jugendrats forderten, die Corona-Hilfen mit der Vermögensteuer zu finanzieren.

## Publikationen
- Der Jugendrat der Generationen Stiftung, Claudia Langer (Hrsg.): Ihr habt keinen Plan, darum machen wir einen! 10 Bedingungen für die Rettung unserer Zukunft. Blessing Verlag, 2019, ISBN 978-3-89667-656-6.